# Giải bóng đá U-21 Quốc gia 2007
Giải bóng đá U-21 Quốc gia 2007, tên gọi chính thức là Giải bóng đá U-21 Quốc gia – Cúp Báo Thanh Niên 2007, là mùa giải thứ 11 của Giải bóng đá Vô địch U-21 Quốc gia do Liên đoàn bóng đá Việt Nam (VFF) phối hợp với báo Thanh Niên tổ chức. Mùa giải lần này diễn ra theo hai giai đoạn, với giai đoạn vòng loại từ ngày 2 tháng 7 đến ngày 16 tháng 7 năm 2007. Vòng chung kết của giải, gồm 8 đội bóng, được tổ chức tại Khánh Hòa từ ngày 11 tháng 10 đến ngày 21 tháng 10 năm 2007.
Đây được coi là giải đấu tuyển chọn nhằm chọn ra đội tuyển Việt Nam tham dự Giải bóng đá U-21 Quốc tế Báo Thanh Niên lần thứ nhất năm 2007 và đội tuyển Olympic Việt Nam.

## Các đội bóng
34 đội bóng đã đăng ký tham dự mùa giải lần này từ vòng loại. Đội đương kim vô địch Bình Định và đội chủ nhà của vòng chung kết Đà Nẵng được miễn thi đấu vòng loại. Các đội bóng được sắp xếp sẵn vào các bảng đấu dựa theo khu vực địa lý. Những đội bóng đóng vai trò là chủ nhà của bảng đấu vòng loại được in đậm.
| Vào thẳng vòng chung kết | 1. Đà Nẵng (chủ nhà vòng chung kết) 2. Pisico Bình Định (đương kim vô địch)                           | 1. Đà Nẵng (chủ nhà vòng chung kết) 2. Pisico Bình Định (đương kim vô địch)                                                                                        | 1. Đà Nẵng (chủ nhà vòng chung kết) 2. Pisico Bình Định (đương kim vô địch)                     |
| Tham dự vòng loại        | Bảng A                                                                                                | Bảng B | Bảng C                                                                                          |
| Tham dự vòng loại        | 1. Đạm Phú Mỹ Nam Định 2. Hoà Phát Hà Nội 3. Than Quảng Ninh 4. Thể Công Viettel 5. Vạn Hoa Hải Phòng | 1. Tài chính Dầu khí Sông Lam Nghệ An 2. Halida Thanh Hóa 3. Hà Nội ACB 4. Quân khu 4 5. T&T Hà Nội 6. VST                                                         | 1. Huda Huế 2. Đà Nẵng 3. Hoàng Anh Gia Lai 4. Quân khu 5 5. Quảng Nam                          |
| Tham dự vòng loại        | Bảng D                                                                                                | Bảng E | Bảng F                                                                                          |
| Tham dự vòng loại        | 1. Pisico Bình Định 2. Đắk Lắk 3. Phú Yên 4. Thép Miền Nam Cảng Sài Gòn                               | 1. Becamex Bình Dương 2. Đá Mỹ Nghệ Sài Gòn 3. Đại học Hồng Bàng 4. Đồng Tâm Long An 5. Quân khu 7 6. Tây Ninh 7. Thành Long 8. Trường Năng khiếu Nghiệp vụ TP.HCM | 1. An Giang 2. Bến Tre 3. Cà Mau 4. Cần Thơ 5. Đồng Tháp 6. Kiên Giang 7. Trà Vinh 8. Vĩnh Long |

| Rút lui sau khi đăng ký tham dự | Rút lui sau khi đăng ký tham dự |
| ------------------------------- | ------------------------------- |
| Bảng A                          | - Xi măng Vinakansai Ninh Bình  |
| Bảng D                          | - Bình Thuận - Lâm Đồng         |
| Bảng E/F                        |                                 |

## Vòng loại
Vòng loại diễn ra từ ngày 2 đến ngày 16 tháng 7 năm 2007. Các đội trong mỗi bảng thi đấu vòng tròn một lượt tại một địa điểm tập trung. Sáu đội đứng đầu tại sáu bảng đấu sẽ giành quyền vào vòng chung kết cùng hai đội được vào thẳng là đương kim vô địch Tiền Giang và đội chủ nhà Khánh Hòa.

### Các tiêu chí
Các đội được xếp hạng theo điểm (3 điểm cho 1 trận thắng, 1 điểm cho 1 trận hòa, 0 điểm cho 1 trận thua), và nếu bằng điểm, các tiêu chí sau đây được áp dụng theo thứ tự, để xác định thứ hạng:
1. Điểm trong các trận đối đầu trực tiếp giữa các đội bằng điểm;
2. Hiệu số bàn thắng thua trong các trận đối đầu trực tiếp giữa các đội bằng điểm;
3. Số bàn thắng ghi được trong các trận đối đầu trực tiếp giữa các đội bằng điểm;
4. Nếu có nhiều hơn hai đội bằng điểm, và sau khi áp dụng tất cả các tiêu chí đối đầu ở trên, một nhóm nhỏ các đội vẫn còn bằng điểm nhau, tất cả các tiêu chí đối đầu ở trên được áp dụng lại cho riêng nhóm này;
5. Hiệu số bàn thắng thua trong tất cả các trận đấu bảng;
6. Số bàn thắng ghi được trong tất cả các trận đấu bảng;
7. Bốc thăm.

### Các đội vượt qua vòng loại
| Câu lạc bộ                         | Tư cách vượt qua vòng loại | Tham dự vòng chung kết | Thành tích tốt nhất        |
| ---------------------------------- | -------------------------- | ---------------------- | -------------------------- |
| Khatoco Khánh Hòa                  | Chủ nhà                    | 2 lần                  | Á quân (2004)              |
| Tôn Phước Khanh Tiền Giang         | Đương kim vô địch          | 3 lần                  | Vô địch (2006)             |
| Đạm Phú Mỹ Nam Định                | Nhất bảng A                | 6 lần                  | Vô địch (2004)             |
| Tài chính Dầu khí Sông Lam Nghệ An | Nhất bảng B                | 7 lần                  | Vô địch (2000, 2001, 2002) |
| Đà Nẵng                            | Nhất bảng C                | 9 lần                  | Vô địch (2003)             |
| Pisico Bình Định                   | Nhất bảng D                | 6 lần                  | Vô địch (2005)             |
| Đồng Tâm Long An                   | Nhất bảng E                | 5 lần                  | Á quân (2000)              |
| Giày Thành Công An Giang           | Nhất bảng F                | 4 lần                  | Hạng ba (2003)             |

## Địa điểm
Tất cả các trận đấu của vòng chung kết diễn ra tại sân vận động 19 tháng 8, thành phố Nha Trang, tỉnh Khánh Hòa. 
| Khánh Hòa               |
| ----------------------- |
| Sân vận động 19 tháng 8 |
| Sức chứa: 15.000        |
| không khung             |

## Đội hình
Các cầu thủ từ 16 đến 21 tuổi (sinh từ ngày 1 tháng 1 năm 1986 đến ngày 31 tháng 12 năm 1991) có đủ điều kiện để tham dự giải đấu. Mỗi đội bóng phải đăng ký một danh sách gồm tối đa 25 cầu thủ, trong đó có tối đa ba cầu thủ 22 tuổi (Quy định mục 4.2, 4.3 và 5.1).

## Vòng bảng
Tám đội tham dự được chia thành hai bảng, thi đấu vòng tròn một lượt để chọn ra hai đội đứng đầu mỗi bảng vào bán kết. Lễ bốc thăm chia bảng được tổ chức vào ngày 9 tháng 10 năm 2007 tại khách sạn Yasaka, thành phố Nha Trang.

### Bảng A
| VT | Đội                                | ST | T | H | B | BT | BB | HS | Đ | Giành quyền tham dự     |
| -- | ---------------------------------- | -- | - | - | - | -- | -- | -- | - | ----------------------- |
| 1  | Tài chính Dầu khí Sông Lam Nghệ An | 3  | 1 | 1 | 1 | 7  | 7  | 0  | 4 | Vòng đấu loại trực tiếp |
| 2  | Khatoco Khánh Hòa (H)              | 3  | 1 | 1 | 1 | 2  | 2  | 0  | 4 | Vòng đấu loại trực tiếp |
| 3  | Đồng Tâm Long An                   | 3  | 1 | 1 | 1 | 2  | 2  | 0  | 4 |                         |
| 4  | Đà Nẵng                            | 3  | 0 | 3 | 0 | 6  | 6  | 0  | 3 |                         |

1. 1 2 3  Kết quả đối đầu: Nghệ An 1–0 Long An, Long An 1–0 Khánh Hòa, Khánh Hòa 2–1 Nghệ An. Bảng xếp hạng đối đầu:
  - Sông Lam Nghệ An: 3 điểm, hiệu số 0, 2 bàn thắng.
  - Khatoco Khánh Hòa: 3 điểm, hiệu số 0, 2 bàn thắng.
  - Đồng Tâm Long An: 3 điểm, hiệu số 0, 1 bàn thắng.

| Khatoco Khánh Hòa | 0–0      | Đà Nẵng |
| ----------------- | -------- | ------- |
|                   | Chi tiết |         |

| Tài chính Dầu khí Sông Lam Nghệ An | 1–0      | Đồng Tâm Long An |
| ---------------------------------- | -------- | ---------------- |
| Đình Hiệp 83'                      | Chi tiết |                  |

| Đà Nẵng                                                             | 5–5      | Tài chính Dầu khí Sông Lam Nghệ An                                    |
| ------------------------------------------------------------------- | -------- | --------------------------------------------------------------------- |
| - Văn Mẹo 25' - Thanh Phúc 56' - Hùng Sơn 84' - Ngọc Thông 88', 90' | Chi tiết | - Hồng Việt 45', 63' - Đình Hiệp 46' - Văn Bình 60' - Trọng Hoàng 82' |

| Đồng Tâm Long An | 1–0      | Khatoco Khánh Hòa |
| ---------------- | -------- | ----------------- |
| Văn Khải         | Chi tiết |                   |

| Đà Nẵng        | 1–1      | Đồng Tâm Long An |
| -------------- | -------- | ---------------- |
| Ngọc Thông 32' | Chi tiết | Minh Tân 83'     |

| Khatoco Khánh Hòa                       | 2–1      | Tài chính Dầu khí Sông Lam Nghệ An |
| --------------------------------------- | -------- | ---------------------------------- |
| - Anh Phụng 40' - Quang Hải 89' (ph.đ.) | Chi tiết | Trọng Hoàng 77'                    |

### Bảng B
| VT | Đội                        | ST | T | H | B | BT | BB | HS | Đ | Giành quyền tham dự     |
| -- | -------------------------- | -- | - | - | - | -- | -- | -- | - | ----------------------- |
| 1  | Pisico Bình Định           | 3  | 2 | 1 | 0 | 6  | 1  | +5 | 7 | Vòng đấu loại trực tiếp |
| 2  | Giày Thành Công An Giang   | 3  | 2 | 0 | 1 | 2  | 2  | 0  | 6 | Vòng đấu loại trực tiếp |
| 3  | Đạm Phú Mỹ Nam Định        | 3  | 1 | 1 | 1 | 2  | 2  | 0  | 4 |                         |
| 4  | Tôn Phước Khanh Tiền Giang | 3  | 0 | 0 | 3 | 2  | 7  | −5 | 0 |                         |

| Tôn Phước Khánh Tiền Giang | 1–2      | Đạm Phú Mỹ Nam Định                                |
| -------------------------- | -------- | -------------------------------------------------- |
| Như Quang 90+'             | Chi tiết | - Ngọc Linh 25' - Mạnh Dũng 65' - Thành Trung 90+' |

| Pisico Bình Định                                                | 2–0      | Giày Thành Công An Giang |
| --------------------------------------------------------------- | -------- | ------------------------ |
| - Thành Tài 26' - Thiên Vỹ 90+1' - Ngọc Trí 84' - Văn Hoán 90+' | Chi tiết |                          |

| Đạm Phú Mỹ Nam Định | 0–0      | Pisico Bình Định |
| ------------------- | -------- | ---------------- |
|                     | Chi tiết | - Thiên Vỹ 20'   |

| Giày Thành Công An Giang | 1–0      | Tôn Phước Khánh Tiền Giang |
| ------------------------ | -------- | -------------------------- |
| - Hải Đăng 51'           | Chi tiết |                            |

| Đạm Phú Mỹ Nam Định | 0–1      | Giày Thành Công An Giang |
| ------------------- | -------- | ------------------------ |
|                     | Chi tiết | - Đức Trung 64'          |

| Pisico Bình Định                           | 4–1      | Tôn Phước Khánh Tiền Giang |
| ------------------------------------------ | -------- | -------------------------- |
| - Thanh Sang 5', 15', 25' - Quốc Thịnh H1' | Chi tiết | Quốc Anh 18' (ph.đ.)       |

### Vòng đấu loại trực tiếp
Trong vòng đấu loại trực tiếp, loạt sút luân lưu sẽ được sử dụng để quyết định đội thắng nếu hòa sau 90 phút chính thức (không có hiệp phụ).

#### Bán kết
| Tài chính Dầu khi Sông Lam Nghệ An | 2–0      | Giày Thành Công An Giang |
| ---------------------------------- | -------- | ------------------------ |
| - Đình Hiệp 27' - Quốc Tuấn 33'    | Chi tiết |                          |

| Khatoco Khánh Hòa                          | 3–2      | Pisico Bình Định              |
| ------------------------------------------ | -------- | ----------------------------- |
| Văn Thuận 16' · Quang Hải 50' (ph.đ.), 68' | Chi tiết | Thanh Sang 27' · Ngọc Trí 61' |

#### Chung kết
| Khatoco Khánh Hòa          | 2–1      | Tài chính Dầu khi Sông Lam Nghệ An |
| -------------------------- | -------- | ---------------------------------- |
| Quang Hải 15' (ph.đ.), 55' | Chi tiết | Đình Hiệp 67'                      |

## Thống kê

### Vô địch
| Vô địch Giải bóng đá U-21 Quốc gia 2007 |
| --------------------------------------- |
| Khatoco Khánh Hòa Lần thứ 1             |

### Các giải thưởng
Các giải thưởng dưới đây đã được trao sau khi giải đấu kết thúc:
| Vua phá lưới                         | Cầu thủ xuất sắc nhất                                 | Thủ môn xuất sắc nhất              | Giải phong cách   |
| ------------------------------------ | ----------------------------------------------------- | ---------------------------------- | ----------------- |
| Nguyễn Quang Hải (Khatoco Khánh Hoà) | Nguyễn Đình Hiệp (Tài chính Dầu khí Sông Lam Nghệ An) | Phạm Văn Thạch (Khatoco Khánh Hoà) | Khatoco Khánh Hòa |

### Đội hình tiêu biểu
Đội hình tiêu biểu của giải đấu, do ban tổ chức bình chọn, là đội hình gồm những cầu thủ thi đấu ấn tượng nhất tại các vị trí được chọn lựa trong giải đấu.
| Cầu thủ                            | Cầu thủ | Cầu thủ                                             | Cầu thủ | Cầu thủ                                               | Cầu thủ  | Cầu thủ                                               |
| Thủ môn                            | Hậu vệ  | Hậu vệ                                              | Tiền vệ | Tiền vệ                                               | Tiền đạo | Tiền đạo                                              |
| ---------------------------------- | ------- | --------------------------------------------------- | ------- | ----------------------------------------------------- | -------- | ----------------------------------------------------- |
| Phạm Văn Thạch (Khatoco Khánh Hoà) | LB      | Trần Quốc Nghĩa (Pisico Bình Định)                  | LM      | Nguyễn Hồng Việt (Tài chính Dầu khí Sông Lam Nghệ An) | CF       | Nguyễn Đình Hiệp (Tài chính Dầu khí Sông Lam Nghệ An) |
| Phạm Văn Thạch (Khatoco Khánh Hoà) | CB      | Từ Hữu Phước (Khatoco Khánh Hoà)                    | CM      | Hoàng Văn Bình (Tài chính Dầu khí Sông Lam Nghệ An)   | CF       | Nguyễn Đình Hiệp (Tài chính Dầu khí Sông Lam Nghệ An) |
| Phạm Văn Thạch (Khatoco Khánh Hoà) | CB      | Trần Đình Đồng (Tài chính Dầu khí Sông Lam Nghệ An) | CM      | Lê Thành Tài (Pisico Bình Định)                       | CF       | Đỗ Thanh Sang (Pisico Bình Định)                      |
| Phạm Văn Thạch (Khatoco Khánh Hoà) | RB      | Âu Văn Hoàn (Tài chính Dầu khí Sông Lam Nghệ An)    | RM      | Hồ Văn Thuận (Khatoco Khánh Hoà)                      | CF       | Đỗ Thanh Sang (Pisico Bình Định)                      |

### Cầu thủ ghi bàn
Đã có 39 bàn thắng ghi được trong 15 trận đấu, trung bình 2.6 bàn thắng mỗi trận đấu.